# 圣安娜 (洛斯桑托斯省)
圣安娜是巴拿马洛斯桑托斯省洛斯桑托斯区的一个城市，2010年是人口为3,329。 该市2000年时人口为2,652，1990年时人口为2,970。